# 井上弘久

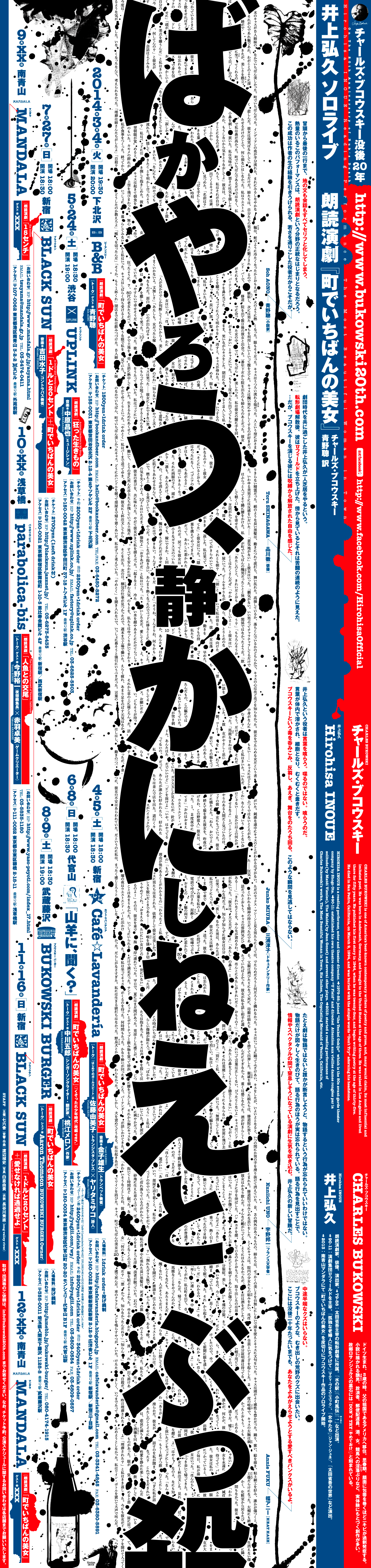
[http://bukowski20th.com/ 井上弘久のチャールズ・ブコウスキー没後20年特別企画　朗読演劇『町でいちばんの美女』

井上 弘久（いのうえ ひろひさ、1952年10月14日 - ）は、日本の朗読演劇家、役者、演出家、2007～2017、立教大学現代心理学部映像身体学科非常勤講師。還暦を機に、劇団活動にピリオドを打ち、文学作品を一人で舞台化する独自のスタイルを創出。チャールズ・ブコウスキーの『町でいちばんの美女』、フランツ・カフカの『変身』等。そして2018年より、石牟礼道子の傑作自伝小説『椿の海の記』全十一章の各章舞台化に着手。2021年に最終第十一章の舞台化を終えると、再び第一章に立ち返って、作品の舞台である水俣をはじめ、日本各地での巡演を開始。現在、第三章と第四章とを合体して構成した『十六女郎』を上演中。

## 来歴
東京生まれ。1979-88年にかけて太田省吾主宰の転形劇場に所属。「水の駅」「小町風伝」「→（やじるし）」など出演。1990年、演劇集団Uフィールドを立ち上げ「孤独な老婦人に気をつけて」（マティ・ヴィスニユック）、「女中たち」（ジャン・ジュネ）、「太田省吾の世界」など演出。2011年、Uフィールド解散。2013年に南青山マンダラにて『町でいちばんの美女』を皮切りにチャールズ・ブコウスキー作品のソロライブ開始。ライブを観た作家・青野聰から「冒頭から最後の一行まで、地の文も会話もすべてセリフと化してしまう、熱量のいるこのパフォーマンスは、朗読演劇という分野の正統なはじまりとなるだろう」（『すばる』2013年9月号）と賞賛される。2014年よりチャールズ・ブコウスキー没後20年特別企画＜朗読演劇「町でいちばんの美女」＞として3月に下北沢 B&B（ビーアンドビー）で青野聰、4月は新宿 Café☆Lavandería（カフェ・ラバンデリア）で金子雄生（トランペット奏者）・佐藤由美子（トランジスタ・プレス）・ヤリタミサコ（詩人）、5月渋谷 UPLINK（アップリンク）で中原昌也、6月代官山「山羊に、聞く？」で中川五郎（シンガーソングライター・翻訳家）・桃江メロン（作家）と共演、月に一度のペースでライブをおこなう。ドキュメンタリー作家・三浦淳子（『空とコムローイ』）がその姿を追っている。

## コメント
・青野聰（小説家・翻訳家）
「冒頭から最後の一行まで、地の文も会話もすべてセリフと化してしまう、熱量のいるこのパフォーマンスは、朗読演劇という分野の正統なはじまりとなるだろう。この成功は作者の生の経験を引きうけられる、若さを通りこした役者だからこそだが」
・品川徹（俳優）
「劇団時代を共に過ごした井上弘久が一人芝居をやるという。転形劇場解散後、彼はＵフィールドを立ち上げた。傍から見ているとそれは苦闘の連続のように見えた。…だが、ブコウスキーを演じる彼には呪縛から解放された自由を感じた」
・三浦淳子（ドキュメンタリー作家）
「井上弘久という役者は言葉を喰らう。喋るのではない。喰らうのだ。言葉が体内で溶かされ、細胞となり、むくむくと蠢きだす。ブコウスキーという毒を呑みこみ、反芻し、あえぎ、舞台をのたうち回る、このような瞬間を見逃してはならない」
・宇野邦一（フランス文学者）
「たとえ劇は物語ではないと誰かが断言しようと、物語するという行為が忘れられていいわけではない。物語だけが図々しく生きのびて、語る行為のほうが実は忘れられている。語る行為を見出すことで、情報やスペクタクルの間で窒息しそうになっている演劇に生気を吹き込む。井上弘久の新しい冒険だ」
・福アニー（HEATHAZE）
「中途半端なクズはいらない。ブコウスキーのような、むき出しの荒野のクズに出会いたい。ここには没後二十年たったいまでも、朗読劇であなたをよみがえらせようとする愛すべきパンクスがいるよ」